# Stollmann Andor
Stollmann Andor (András; Andrej Stollmann; Úrvölgy, 1852. november 3. – Besztercebánya, 1933. szeptember 1.) polgári iskolai rajztanító, festőművész.

## Élete

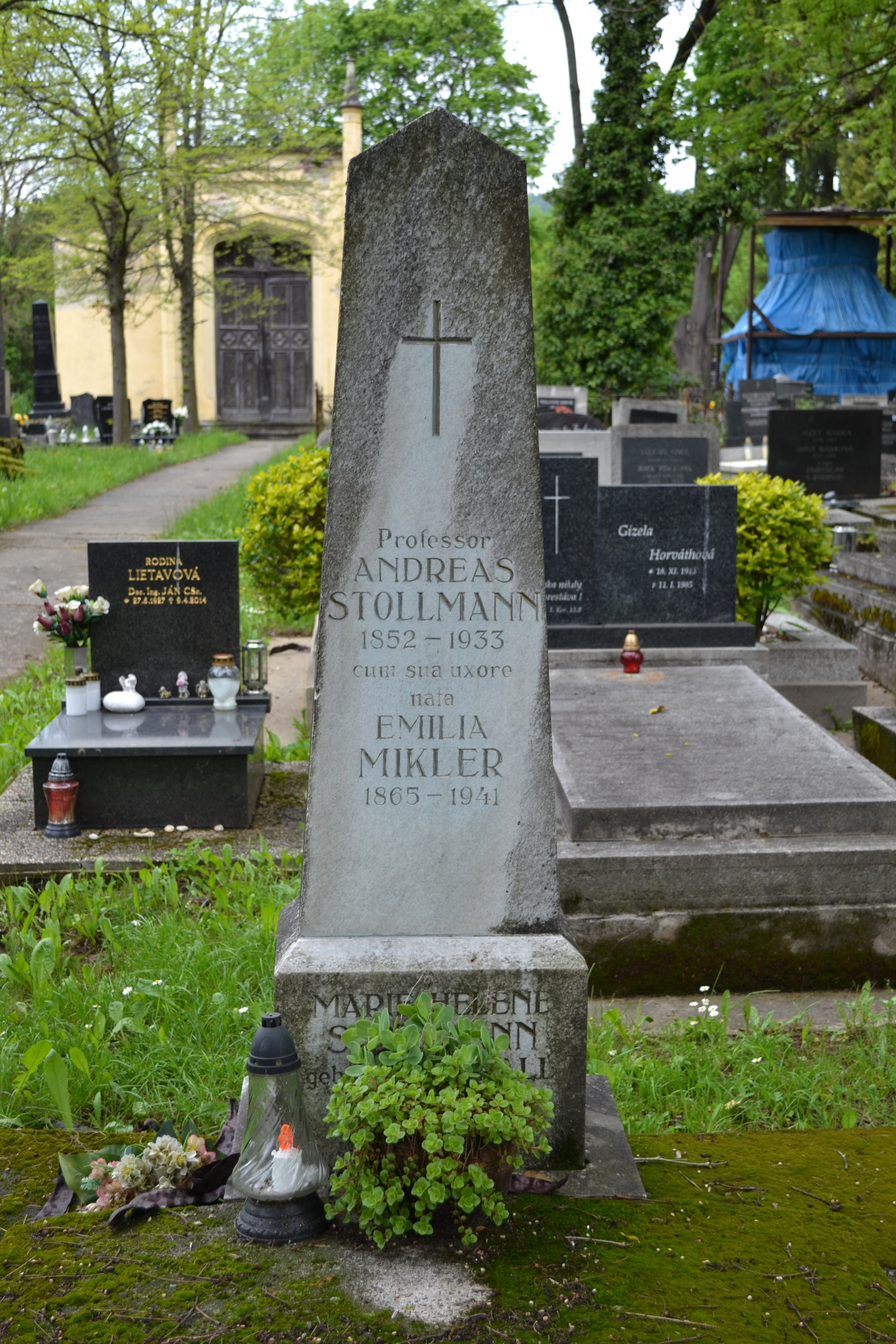
Stollmann Andor sírja a Besztercebányai evangélikus temetőben

Apja Stollmann Mihály úrvölgyi kovács, anyja Jedlovszky Anna. Első feleségétől Doleschall Máriától (1860–1886) fia Stollmann Sándor (1884-1911) színházi rendező. Második felesége Mikler Emília (1865-1941) volt. Lánya Szeréna békéscsabai tanítónő Szentgyörgyi Géza békésvármegyei királyi tanfelügyelőségi tollnok felesége. Unokája volt Karol Chrenko (Spindler; 1922-2017) rózsahegyi orvos és sporttörténész, illetve Stollmann András (1932) zoológus, ornitológus.
1864-től a besztercebányai evangélikus gimnázium tanulója volt, de anyagi okokból nem fejezte be. Tanára volt Klemens József, majd a besztercebányai Lorenz szobafestőnél tanult ki. 1874-ben rajztanári felkészítőbe iratkozott be Budapesten. 1886-1919 között a besztercebányai iskolákban (evangélikus gimnázium, ipari, polgári) tanított, emellett sok besztercebányai épületet és portrét festett. Tanítványai voltak többek között Janko Jesenský, Jozef Gregor Tajovský, Štefan Krčméry, Viliam Figuš-Bystrý, S. Zoch, Dömjén Rózsa.
1919. augusztusában Gusztáv fiával, aki a 16. gyalogezred, majd a Vörös Hadsereg katonája volt az északi hadjáratban, Turócszentmártonban részt vettek egy csehszlovák nagygyűlésen. Egy ideig rokonaiknál maradva visszatértek Besztercebányára. Végül a csehszlovák államfordulat után Sátoraljaújhelyen tanított, és ott nyugdíjazták 1920-ban. Ugyan a besztercebányai evangélikus gimnázium csehszlovák újranyitásához mint külső munkatárs jelentkezett, de az intézmény már az államfordulat után nem nyílt meg.
A Magyar Rajztanárok és Rajztanítók Országos Egyesületének és az Országos Polgári Iskolai Egyesület tagja, a besztercebányai Magyar Királyi Állami Polgári Fiúiskola Segélyegyesületének titkára volt.
Festményei a besztercebányai múzeum és a műemlékvédelmi hivatal, illetve a pozsonyi Szlovák Nemzeti Múzeum gyűjteményeiben is megtalálhatóak. Műveit 1995-ben Salgótarjánban is kiállították. Gyarapította a besztercebányai gimnázium ásványgyűjteményét (1888) is.

## Alkotásai

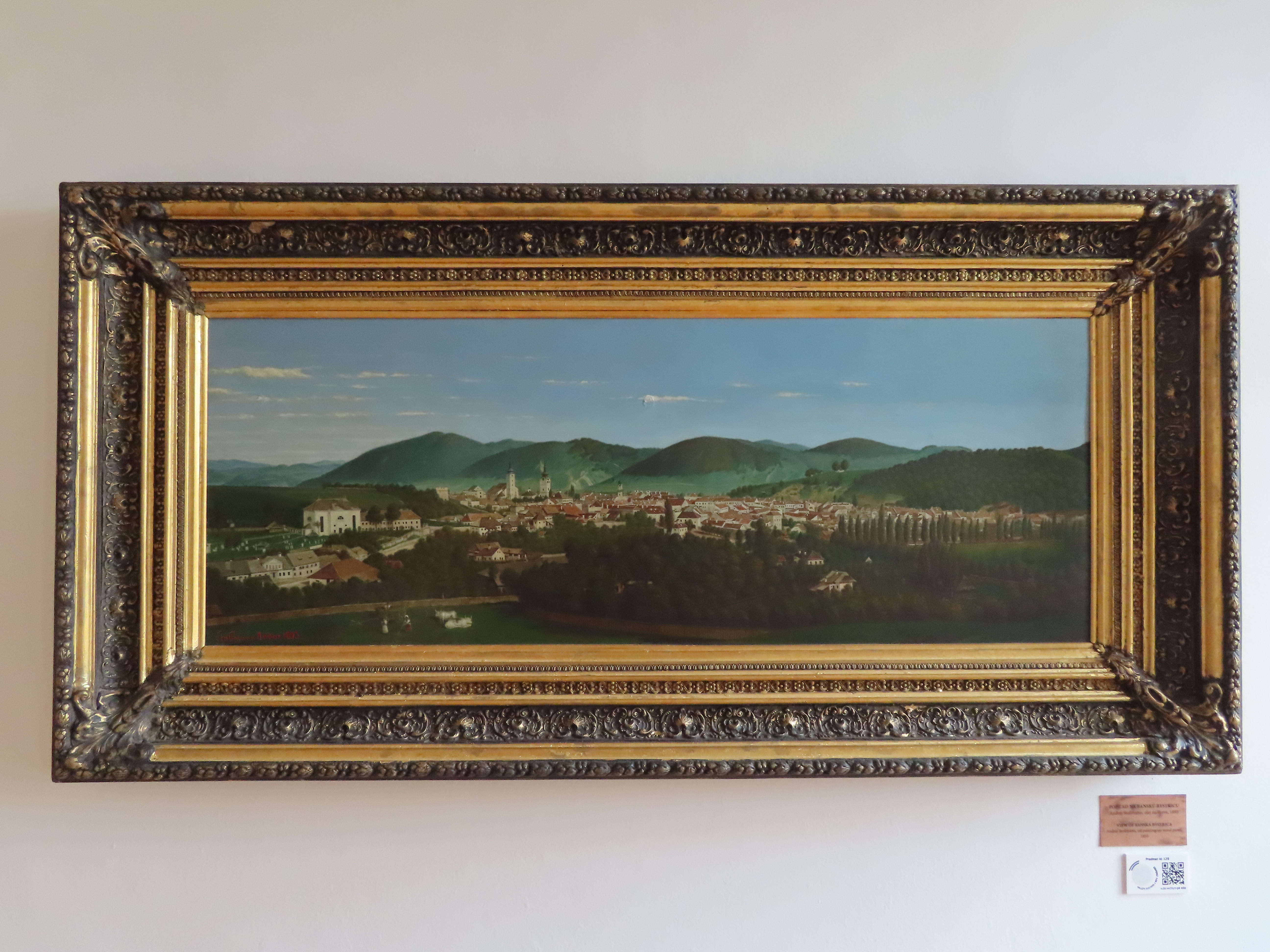
Besztercebánya látképe

- 1870 Besztercebánya, Alsó kapu[8]
- 1879 gróf Festetics Andorné Dömjén Rózsa színművésznő[9]
- 1897 körül Luther és Melanchton arcképei[10]
- 1897 Neusohler Schützen Companie 1841 (akvarell)[11]
- 1905 körül Luther Márton arcképe (Besztercebányai Evangélikus Egyesület)[12]
- 1923 Úrvölgy[13]
- 1925 Besztercebánya, Alsó kapu[14]